# Rudo y Cursi
Rudo y Cursi es una película mexicana de 2008, escrita y dirigida por Carlos Cuarón (quien la había planeado más de tres años antes) y producida por Cha Cha Cha Films (compañía productora creada por Alfonso Cuarón, Alejandro González Iñárritu,	Guillermo del Toro) y Canana Films productora de Gael García Bernal y Diego Luna y protagonizada por ellos dos y el argentino Guillermo Francella.
La película es una comedia dramática sobre dos hermanos luchando entre sí debido a las presiones del fútbol profesional. En la ceremonia 103 del premio Ariel que organiza la Academia Mexicana de Cine obtuvo las nominaciones a Mejor Actor para Diego Luna, Mejor Coactuación Masculina para Guillermo Francella, Mejor Coactuación Femenina para Adriana Paz y Mejor Opera Prima.
La película fue estrenada el 19 de diciembre de 2008 en México. En Argentina debutó el 29 de enero de 2009 y en España se estrenó el 24 de abril de 2009. También se estrenó en el Festival de Sundance.

## Argumento
En la ficticia aldea agrícola de Tlachatlán, los hermanos Verdusco, Beto (Diego Luna) y Tato (Gael García Bernal), trabajan en una plantación de plátanos y viven en casa de su madre Elvira (Dolores Heredia), una mujer con una larga lista de compañeros y de hijos. Ambos hermanos sueñan con construir una enorme casa en la playa para ella. Beto está casado con Toña (Adriana Paz), con la que tiene dos hijos. Es un amante de las apuestas y del fútbol. De hecho, es el portero del equipo local y basta con verle jugar para saber por qué le apodaron "Rudo". Tato es un chico supersimpático que no para de enamorarse y que toca el acordeón. También juega en el mismo equipo como delantero, pero sueña con convertirse en un cantante famoso.
Un día, en un partido de fútbol, conocen a Darío "Batuta" Vidali (Guillermo Francella), un argentino que queda impresionado por el juego de los hermanos Verdusco. Al final del partido, les explica que él es un buscador de talentos y representante de jugadores de fútbol y que ambos tienen mucho potencial, pero que por ahora sólo puede llevarse a uno de los dos. Les pide que decidan cuál probará suerte con él pateando un penalti. Beto está convencido de que es su oportunidad y le dice a Tato que lo tire "a la derecha". Tato asiente y dispara hacia su derecha, pero Beto se tira hacia su derecha (la izquierda desde la perspectiva de Tato). Tato convierte el penalti y Batuta le dice que él es el afortunado. Beto se siente traicionado y comienza a insultar a su hermano.
Una vez en la Ciudad de México, Batuta consigue una prueba para Tato en el prestigioso Club Deportivo Amaranto. Para motivarle, le promete a Tato que le ayudará en su carrera como cantante si tiene éxito como futbolista. Tato se revela como una máquina de marcar goles y sube inmediatamente al primer equipo, pero pasan las semanas y sigue en la banca, lo que está a punto de acabar con su paciencia.
Batuta consigue llevar a Beto, como portero, al Club Atlético Nopaleros, un equipo de segunda división. Beto no le dice a nadie que se va, ni siquiera a su esposa Toña. Durante los primeros partidos, Beto discute con el entrenador por la forma de jugar del equipo, y éste lo castiga a estar en la banca de forma indefinida. Entretanto, Tato juega su primer partido con el Amaranto y se gana el infame apodo de "Cursi" por su estilo futbolístico.
La temporada de fútbol sigue su curso. Beto sigue en la banca como portero suplente mientras que Tato se convierte en un delantero estrella. Su foto sale en todos los periódicos y revistas acompañada de su apodo el cual le saca de quicio. Batuta le enseña su nueva casa amueblada, que incluye una estupenda camioneta todoterreno, cortesía del club. Además, le consigue un contrato para grabar su primer videoclip. Beto también recibe una buena noticia: su equipo, el Atlético Nopaleros, ha subido a primera división y el nuevo entrenador quiere que él sea el portero titular. La alegría hace que los hermanos olviden sus viejos rencores y Tato invita a Beto a que ambos vivan en su nueva casa.
La vida les sonríe y durante un buen día, deciden ir al hipódromo y la gente les pide autógrafos. Tato conoce a Maya Vega (Jessica Mas), la guapa presentadora de televisión a la que admira desde hace tiempo. Beto, por su lado, traba amistad con Jorge W (Salvador Zerboni), un mafioso rico y vulgar que le invita a disfrutar de la vida al estilo Las Vegas.
Los hermanos regresan de visita a Tlachatlán. Tato recibe una llamada de Batuta anunciándole que acaba de ser seleccionado para jugar en la selección nacional de México. Beto visita a Toña, que se dedica a vender suplementos nutricionales y no está dispuesta a trasladarse a la Ciudad de México. Los hermanos llevan a su madre Elvira a la playa y ambos sueñan con la casa que le construirán algún día.
De vuelta en la ciudad, la fama de Beto crece a la par que su amor por las apuestas. Tato está loco por Maya, le compra una camioneta y cualquier capricho que ella pida, lo que le hace perder la concentración en el campo. Toña decide mudarse a la ciudad con los niños para estar con su marido.
Beto lo pierde todo en el juego, incluso los muebles de Tato. Los viejos rencores salen a la superficie y los dos hermanos acaban peleándose a puñetazos.
Tato y Maya se comprometen. Beto se va a vivir a un hotel de segunda con su familia. Jorge W da un ultimátum a Beto: si no paga la deuda en dos semanas, lo pasará muy mal. El gran partido entre los dos equipos, el Amaranto y el Nopaleros, tendrá lugar en exactamente dos semanas. Es la oportunidad para que Beto bata el récord de ser el portero con más minutos sin recibir goles. Elvira escoge ese momento para anunciar las buenas noticias: una hija suya, Nadia (Tania Esmeralda Aguilar), se casa con don Casimiro (Alfredo Alonso), un supuesto narco.
Los dos hermanos se presentan en la boda de su hermana y ambos quedan desanimados cuando don Casimiro les anuncia que él construirá una enorme casa en la playa para su suegra.
Beto le pide a Batuta que le ayude a pagar su deuda de juego. Batuta le ofrece apostar su propio dinero a que gana el Deportivo Amaranto y que Beto se deje hacer goles para perder el partido, pero Beto se rehúsa. Entretanto, Tato llama a Maya y le deja mensajes, pero la chica no contesta.
De nuevo en Ciudad de México, Tato también recibe un ultimátum: la junta directiva del Deportivo Amaranto amenaza con mandarlo a segunda división si no cambia su mala racha. La noche antes del gran partido, en el hotel de concentración, Tato ve un programa en televisión donde Maya anuncia que se ha enamorado de otro futbolista. Tato pierde los estribos y el médico del equipo debe sedarlo. Por otra parte, Toña acaba de enterarse de que la empresa nutricional para la que ha estado trabajando la ha engañado. Beto le promete que todo saldrá bien, luego llama a Batuta y le dice que apueste a que su equipo perderá, ya que él se encargará de que así sea.
El duelo entre los dos hermanos genera mucha expectación y más aún porque cabe la posibilidad de que Beto bata el récord. Tato no está para jugar y lo dejan en la banca. Batuta está muy nervioso, pero cuando se da cuenta de que Beto hace lo imposible para que el otro equipo marque, dobla su primera apuesta. En el descanso, el resultado es de empate a cero. Beto se entera de lo de Maya. El entrenador del Deportivo Amaranto es forzado por Batuta a lanzar a Tato al campo de juego para deshacer el empate. En su primera jugada Tato anota y Batuta lo festeja eufóricamente pero luego el gol es anulado por offside. Falta poco para el final y el partido sigue empatado sin goles cuando hay penalti para el Deportivo Amaranto después de que un jugador del Nopaleros le hace falta a Tato dentro del área. Tato le quita la pelota a su compañero y le dice que él lo va a patear. Antes del penalti, los dos se disculpan y Beto le dice a Tato que lo tire a la derecha. Tato patea a la derecha de Beto y este último se tira hacia el mismo lugar, la pelota pega en el abdomen de Beto, y se va por arriba de la portería; el partido acaba en empate y Batuta ha perdido todo su dinero.
Beto rompe el récord de más minutos sin recibir goles, pero camino a casa, los matones de Jorge W le disparan en una pierna, la cual queda destrozada, y se ve forzado a retirarse del fútbol.
Batuta cuenta cómo acaba la historia. Tato estuvo algún tiempo jugando en segunda división y acabó como cantante de karaoke en un bar de su cuñado Casimiro. Beto acabó entrenando a un club de segunda división, propiedad de Casimiro. Su récord de más minutos sin recibir goles sigue aún vigente.
Batuta mismo cuenta que perdió todo su dinero en esa última apuesta y que terminó donde todo comenzó, recorriendo los campos de fútbol regionales en busca del próximo "diamante en bruto para que la pelota siga rodando".

## Reparto
- Gael García Bernal como Tato "Cursi" Verdusco.
- Diego Luna como Beto "Rudo" Verdusco.
- Guillermo Francella como Darío "Batuta" Vidali.
- Jessica Mas como Maya Vega.
- Dolores Heredia como Doña Elvira.
- Adriana Paz como Toña, la esposa de Beto "el Rudo".
- Salvador Zerboni como Jorge W.
- Joaquín Cosío como Arnulfo, el padrastro.
- Alfredo Alfonso como Don Casimiro.
- Fermín Martínez como DT. Obdulio.
- Eduardo Von como DT. Bruno Lopéz
- Jorge Zárate como Voz de Bruno López.
- Axel Ricco como Mena.
- Alexandre Barcelo como Fito.
- Harold Torres	como Trompo Tovar.
- Gabino Rodríguez	como Mafafo.
- Alexander Da Silva como Gringa Roldan.
- Armando Hernández como El Ciempiés.
- Jorge Mondragón como Porro.
- Enoc Leaño como Árbitro.
- José Carlos Rodríguez como DT. Merodio
- Martín Altomaro como Comentarista en TV #1.
- Pablo Lach como Comentarista en TV #2.
- David Faitelson como Voz comentarista en TV #1 (José Manuel Tellez).
- Antonio Rosique como Voz comentarista en TV #2 (Fabricio Zúñiga).
- Claudia Becker como Quetis.
- Manuel Teil como Quico.
- René Campero como Apostador #1.
- Sonia Guerrero como Apostadora #1.
- Jorge Guerrero como Apostador #2.
- Andrés Almeida como Apostador #3.
- Annette Fradera como Apostadora #2.
- Olinka Velázquez como Mesera.
- Pedro De Tavira como Chavo Hipódromo #1.
- Felipe de Lara como Chavo Hipódromo #2.
- Fernanda de la Peza como Chava Hipódromo #2.
- Claudia Schmidt como Chava Fresa #1.
- Omar Ramírez como reportero.

## Producción
El guion de Rudo y Cursi salió de la idea de Carlos, ferviente seguidor del Cruz Azul, de hacer un falso documental sobre un futbolista salido de un origen humilde, quien se convertía en estrella, luego caía en una mala racha y desaparecía para comenzar su leyenda. Le planteó la idea a Gael García Bernal y Diego Luna, y los dos quisieron hacer al personaje. Decidió entonces crear otro y hacerlos hermanos que compiten entre sí. Ambos actores aportaban ideas para el guion.

## Taquilla
Rudo y Cursi alcanzó una taquilla de 4.9 millones de pesos (unos $374.000 dólares) con un total de 109.000 espectadores en el primer día de exhibición, que la ubica por arriba de lanzamientos mexicanos como Y tu mamá también (2001) que alcanzó 91.770 espectadores; y Amores Perros (2000) que registró una asistencia de 75.987 espectadores.
La cinta también superó a las películas más taquilleras del año como La Misma Luna que alcanzó 103.846 espectadores, y Arráncame la vida con 96.486 asistentes, informó la productora Cha cha chá, fundada por Alfonso Cuarón, Alejandro González Iñárritu y Guillermo del Toro. 
Superaron en México los ingresos en el estreno de Bolt, la película de Disney que alcanzó los 4.6 millones de pesos (unos $351.000 dólares). Además de The Day the Earth Stood Still protagonizada por Keanu Reeves que obtuvo 4.1 millones de pesos (unos $312.000 dólares).
Rudo y Cursi logró en total 127 millones de pesos y está ubicada en el puesto 19 de las películas mexicanas más taquilleras.